# Lucien Jacques Baucher
Lucien Jacques Baucher (Brussel, 20 december 1929 – Ukkel, 6 februari 2023) was een Belgisch architect. Hij behoorde tot de eerste naoorlogse generatie afgestudeerden van La Cambre die onder Scandinavische invloed een te eenduidig functionalisme afwees ten voordele van een meer organische benadering.

## Biografie
Baucher studeerde in 1952 af bij Robert Puttemans en werkte vervolgens als stagiair bij Eugène Delatte (1952-53). Hij associeerde zich van 1952 tot 1963 met Jean-Pierre Blondel en Odette Filippone. Samen ontwierpen zij een reeks landhuizen met een ongedwongen plasticiteit en ruimteorganisatie. 
Op Expo 58 in Brussel leverden zij met het Informatiepaviljoen van de stad Brussel en het paviljoen van Marie Thumas (i.s.m. de Franse ingenieur René Sarger) een opmerkelijke bijdrage tot de doorbraak van een nieuwe architectuur. Deze gebouwen waren gebaseerd op de technische mogelijkheden van overspanningen, gebruik makend van gelamineerd hout of stalen masten, kabels en kunststof-folie. Het kantoorcomplex van Expo 58 werd bekroond met de Architectuurprijs Van de Ven 1958 en de Belgische Houtprijs 1960. 
Na 1963 bewandelden de drie architecten elk hun eigen weg. De residentie Vincennes (1962-1964) in Brussel bleek de voorbode van een reeks geraffineerde flatgebouwen die Baucher vanaf 1964 met zijn medewerkers Michel Draps en Marc Libois van het Atelier d'Architecture et d'Urbanisme verwezenlijkte. In 1979 werden hun flatgebouwen Azalées en Bruyères in de Bosstraat in Sint-Pieters-Woluwe (1973-79) bekroond met de Prijs Robert Maskens 1979.
Baucher was redactiesecretaris van het blad Rythme (1957-68), lid van de SBUAM (1956-71) en lid en voorzitter van de SCAB (1980-81).
Hij werd 93 jaar oud.